# Literatura de Moçambique
A Literatura de Moçambique é, geralmente, a literatura escrita em língua portuguesa - vulgarmente misturada com expressões moçambicanas -, por autores moçambicanos. É ainda muito jovem, mas já conta com exímios representantes como José Craveirinha, Paulina Chiziane e Mia Couto, sendo vital na exigente Literatura Lusófona.
A literatura produzida em Moçambique, como as demais literaturas africanas nos países colonizados por Portugal, era uma extensão da literatura portuguesa. Sob a forma escrita, a produção literária sedimenta-se, a partir da década de 1940, por meio de periódicos publicados por intelectuais e escritores, em geral de contestação ao colonialismo português, a exemplo do "Brado literário" que circulou no país entre 1918 e 1974 com textos de Rui Nogar, Marcelino dos Santos, José Craveirinha, Orlando Mendes e Virgílio Lemos, entre outros. No século XIX, a imprensa e a literatura estiveram próximas, sendo a primeira uma alternativa profissional para os escritores que não podiam sobreviver da produção literária. Em 1975, quando alcançou sua independência política, Moçambique ainda era distante de um "sistema literário", conceito criado pelo teórico Antonio Cândido, segundo o qual um sistema literário passa a existir quando um grupo de escritores escreve para um público que reage influenciando-os a produzir novas obras, e assim sucessivamente.
Embora tênue, a linha divisória entre a literatura portuguesa e as literaturas africanas em nossa língua era bastante bem definida por sua busca de uma identidade nacional no contexto das lutas contra o colonialismo: pensar a identidade cultural do país não como colônia, mas como nação independente, com autonomia política, econômica, cultural e religiosa. Entre 1964, quando teve início a luta armada de libertação nacional, até 1975, quando Moçambique conquistou sua independência política, a literatura voltou-se para a própria história e seus fatos, a luta armada e a revolução, a exemplo do Chigubo publicado em 1964 por Craveirinha, cujo significado em dialeto local é "grito de guerra".

## Poesia
Foi na década de 1940 que começaram a despertar as primeiras vozes poéticas de Moçambique, nomeadamente com a poesia de Noémia de Sousa e de 
Virgílio de Lemos.
Nesta categoria destacam-se atualmente brilhantes escritores como José Craveirinha, vencedor do Prémio Camões, Albino Magaia, associado à prestigiada Associação dos Escritores Moçambicanos, e o jovem Eusébio Sanjane. Seguem ambos um estilo poético inteiramente ligado ao ambiente tropical e rural do país. Todavia, a poesia moçambicana ainda é pouco influente na Literatura Lusófona.

## Prosa
Na prosa moçambicana - esta sim, embora jovem, considerada um elemento vital e prodigioso na Literatura Lusófona - destacam-se, primeiramente, Mia Couto, talvez o mais influente autor moçambicano, vencedor do Prémio União Latina de Literaturas Românicas de 2007 - de importância amplamente reconhecida, visto que alguns dos seus contos são leccionados nas escolas portuguesas -, seguidamente, José Craveirinha, o aclamado vencedor do Prémio Camões em 1991, Eusébio Sanjane, eleito Escritor do Ano de 2005 pela revista Tvzine, por votação popular, consagrando o seu sucesso junto do público, Paulina Chiziane, uma das mais promissoras escritoras da lusofonia, prémio Camões em 2021, Eduardo White, associado à Associação dos Escritores Moçambicanos e um dos mais prestigiados escritores de Moçambique, Gulamo Khan, cuja obra só foi publicada numa antologia feita postumamente, e Reinaldo Ferreira, nacionalizado português, embora tenha nascido na antiga Lourenço Marques e tenha escrito toda a sua obra em terras moçambicanas.